# سولون بيلي
سولون إيرفينغ بيلي (بالإنجليزية: Solon Irving Bailey)‏ (29 ديسمبر 1854 - 5 يونيو 1931) عالم فلك أمريكي، مكتشف كويكب 504 كورا داخل الحزام الرئيسي في 30 يونيو 1902.

## السيرة الذاتية

### النشأة والتعليم
ولد سولون في 29 ديسمبر 1854 في ليسبون، نيوهامشير، التحق بيلي بطاقم عمل مرصد جامعة هارفارد في عام 1887، حصل بيلي على درجتي ماجستير الأولى في عام 1888 من جامعة هارفارد والثانية من جامعة بوسطن.

### الحياة العملية
ظهر دور بيلي مع حصول المرصد على منحة صندوق بويدن في محاولاته للعثور على موقع جديد للمحطة في أريكويبا، بيرو وكان مسئولا عنها في الفترة من 1892 إلى 1919. يعتبر بيلي من أوائل الذين قاموا بإجراء دراسات للأرصاد الجوية في بيرو. تم نقل محطة بويدن إلى جنوب أفريقيا في عام 1927 بسبب الظروف الجوية الأفضل وأصبحت معروفة باسم مرصد بويدن.
قام بيلي بدراسات مستفيضة عن النجوم المتغيرة في العناقيد الكروية في السماء الجنوبية. كما قام بإجراء تحليل منحنى ضوئي لقياس فترة دوران الكويكب 433 إروس القريب من الأرض خلال معارضته عام 1903 بدقة كبيرة. تولى بيلي منصب مدير مرصد كلية هارفارد في الفترة من 1919 إلى 1921 بعد وفاة إدوارد تشارلز بيكرنج وقبل تعيين هارلو شابلي.
تم انتخاب بيلي زميل في الأكاديمية الأمريكية للفنون والعلوم في عام 1892.

## الوفاة
توفي بيلي في عام 1931، في منزله الصيفي في نورويل، ماساتشوستس بعد معاناته مع العديد من أمراض القلب.

## وصلات خارجية
- Fernie، J. D. (2000). "In Search of Better Skies: Harvard in Peru I". American Scientist. ج. 88 ع. 5: 396. DOI:10.1511/2000.5.396.
- Fernie، J. D. (2001). "In Search of Better Skies:Harvard in Peru, II". American Scientist. ج. 89 ع. 2: 123. DOI:10.1511/2001.2.123.
- Fernie، J. D. (2001). "Harvard in Peru III". American Scientist. ج. 89 ع. 5: 402. DOI:10.1511/2001.5.402.